# Tokugawa Yoshinobu
Tokugawa Yoshinobu est un nom japonais traditionnel ; le nom de famille (ou le nom d'école), Tokugawa, précède donc le prénom (ou le nom d'artiste) Yoshibonu.
Compléments
Tokugawa Yoshinobu (徳川 慶喜, Tokugawa Yoshinobu, 28 octobre 1837 - 22 novembre 1913) était le quinzième et dernier shogun du shogunat Tokugawa du Japon. Il faisait partie d'un mouvement qui visait à réformer le shogunat vieillissant, mais en vain. Après avoir abdiqué ses pouvoirs au profit de l'Empereur en octobre 1867, il prit sa retraite et se retira de la vie publique jusqu'à sa mort.
S'il eut de nombreux partisans — parmi lesquels Sakamoto Ryoma — et malgré sa position de général, Yoshinobu commit ou laissa commettre un certain nombre d'actions jugées couardes par ses contemporains. Ainsi lorsqu'il décida de laisser exécuter environ 400 membres du parti Tengu-To, pour la plupart samouraïs du domaine de Mito (ses propres vassaux) qui s'étaient rendus au bakufu après avoir causé des troubles, dès qu'ils apprirent que Yoshinobu avait pris du galon dans le bakufu, en pensant que celui-ci pourrait donc mieux servir la cause réformiste et apaiser les troubles nationaux. Hitotsubashi Yoshinobu laissa néanmoins faire ce meurtre de masse, pour protéger sa carrière politique.

## Débuts de carrière
Matsudaira Shichirōmaro (松平 七郎麻呂, Matsudaira Shichirōmaro) naît à Mito en 1837, il est le septième fils d'un daimyo de la province de Hitachi, Tokugawa Nariaki, et appartient donc au gosanke (御三家), l'une des trois branches du clan Tokugawa à pouvoir prétendre au titre de shogun avec les Owari et les Kishu Kii. Élevé sous une tutelle extrêmement stricte et spartiate, il apprend la littérature et les arts martiaux, et reçoit de solides bases sur la politique et le gouvernement.
Afin qu'il ait de meilleures chances de devenir shogun, son père s'arrange pour le faire adopter par la grande famille Hitotsubashi. En 1847, à sa majorité, il en devient le chef de famille, recevant alors son titre de noblesse. Shichirōmaro prend alors le nom de Yoshinobu. À la mort du treizième shogun Tokugawa Iesada, le 14 août 1858, Yoshinobu est désigné parmi ses éventuels successeurs.
Ses partisans mettaient en avant ses compétences et son efficacité à gérer les affaires familiales. Toutefois, le parti adverse de Naosuke Ii, qui était tairō (大老) à ce moment, soutenait le tout jeune Tokugawa Yoshitomi (12 ans), qui devint le quatorzième shogun, Tokugawa Iemochi. Peu après, pendant la purge d'Ansei, Yoshinobu et plusieurs de ses partisans furent mis aux arrêts. Yoshinobu fut aussi démis de ses fonctions de chef de la famille Hitotsubashi.

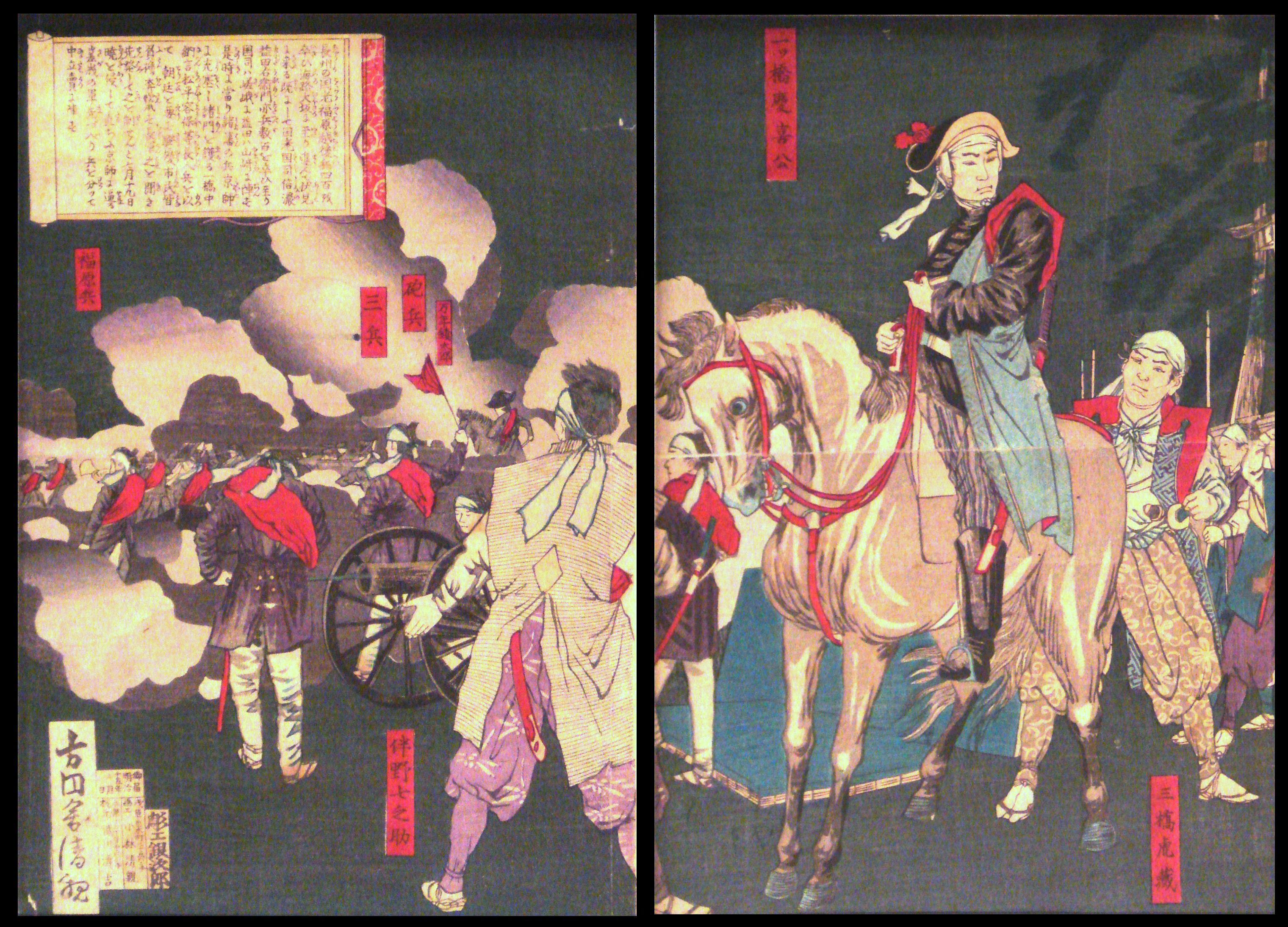
Yoshinobu et Matsudaira Katamori organisant la défense du palais impérial pendant la révolte d'Hamaguri (1864)

La régence de Naosuke Ii fut marquée par les erreurs administratives et les luttes internes. Lorsqu'il fut assassiné en 1860, Yoshinobu fut rétabli dans ses fonctions de chef de famille et nommé deux ans plus tard Gardien du shogun (将軍後見職, shōgun atomi-shoku), un poste qu'il occupa rapidement. Au même moment, ses alliés Matsudaira Yoshinaga et Matsudaira Katamori furent nommés chef des affaires politiques (政治総裁職, seiji sōsai shoku) et Gardien de Kyoto (京都守護職, Kyoto shugoshoku). Tous trois prirent de nombreuses mesures pour calmer l'agitation politique qui régnait à Kyoto tout en recrutant des alliés pour contrer les activités de la province rebelle de Chōshū. Il fut l'une des figures emblématiques du kōbu gattai, un parti qui cherchait un moyen pour concilier le shogunat avec le pouvoir impérial.
En 1864, Yoshinobu, chef des défenses du palais impérial, sortit victorieux des forces de Chōshū aux portes d'Hamaguri. Cette victoire est en partie due à l'alliance des forces du clan Aizu et de la province de Satsuma.

## Shogun Tokugawa Yoshinobu

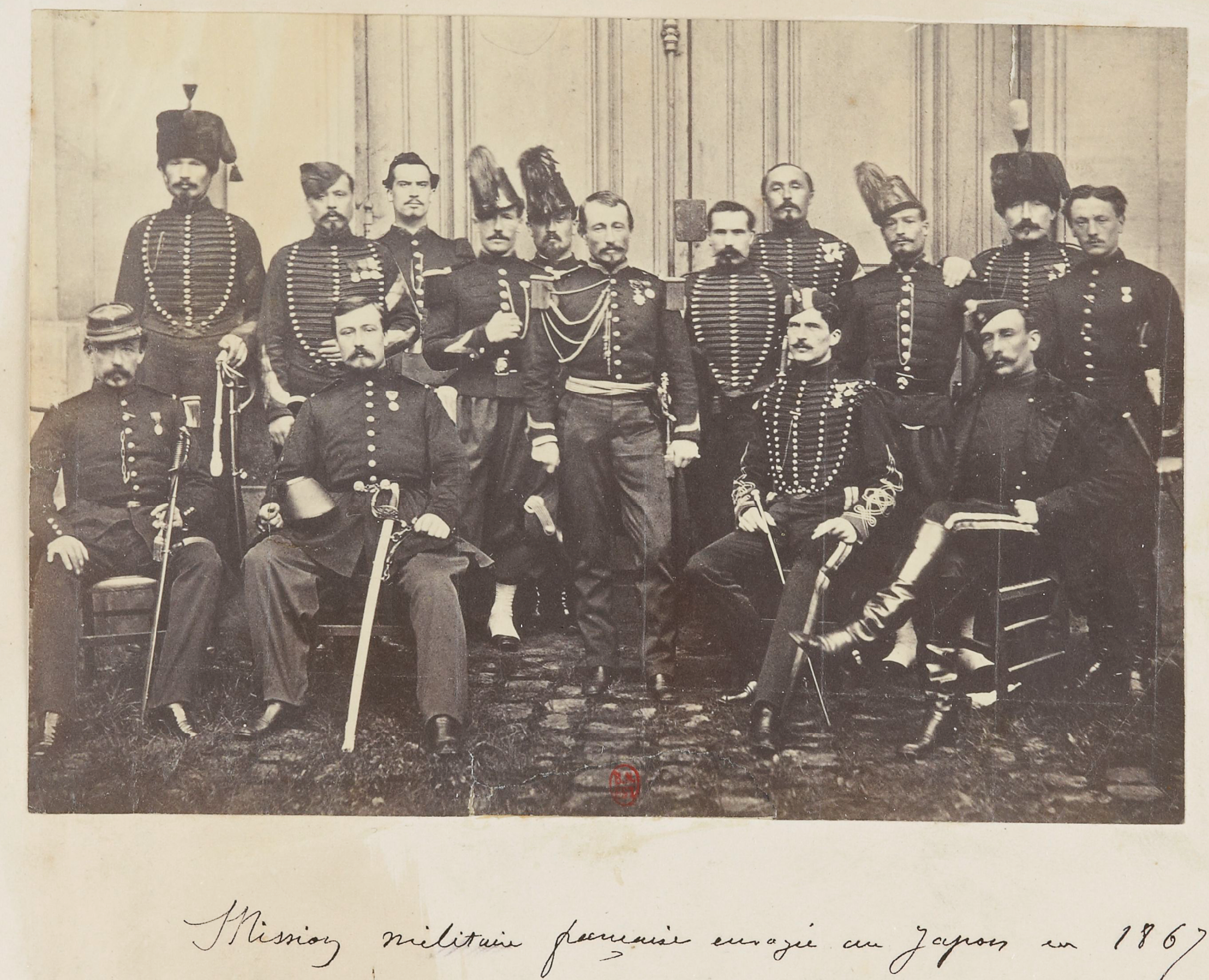
La Mission militaire française au Japon (1867-1868) invitée par Yoshinobu pour la modernisation de ses forces armées (1867).

À la mort de Tokugawa Iemochi en 1866, Yoshinobu fut choisi pour lui succéder, faisant de lui le quinzième shogun. Il est le seul shogun Tokugawa à avoir passé la totalité de son règne en dehors d'Edo : il ne mettra jamais les pieds au château d'Edo en tant que shogun.
Aussitôt devenu shogun, Yoshinobu entreprit de gros changements. Un plan de restructuration massive du gouvernement fut lancé pour proposer des réformes qui renforcerait le gouvernement Tokugawa. En particulier, l'aide du Second Empire de Napoléon III permit la construction de l'arsenal de Yokosuka dirigée par l'ingénieur Léonce Verny tandis que la première mission militaire française au Japon (1867-1868) modernisa les armées du shogunat.
Les armées nationale de terre et de mer, déjà formées sous le commandement Tokugawa, furent renforcées grâce à l'aide des Français et du matériel militaire fut acheté aux États-Unis. Les observateurs de l'époque considéraient que le shogunat Tokugawa gagnait ainsi en puissance militaire et politique avec ces nouvelles bases. Toutefois, il tombera moins d'un an plus tard.

## La Guerre de Boshin (1867-1869)

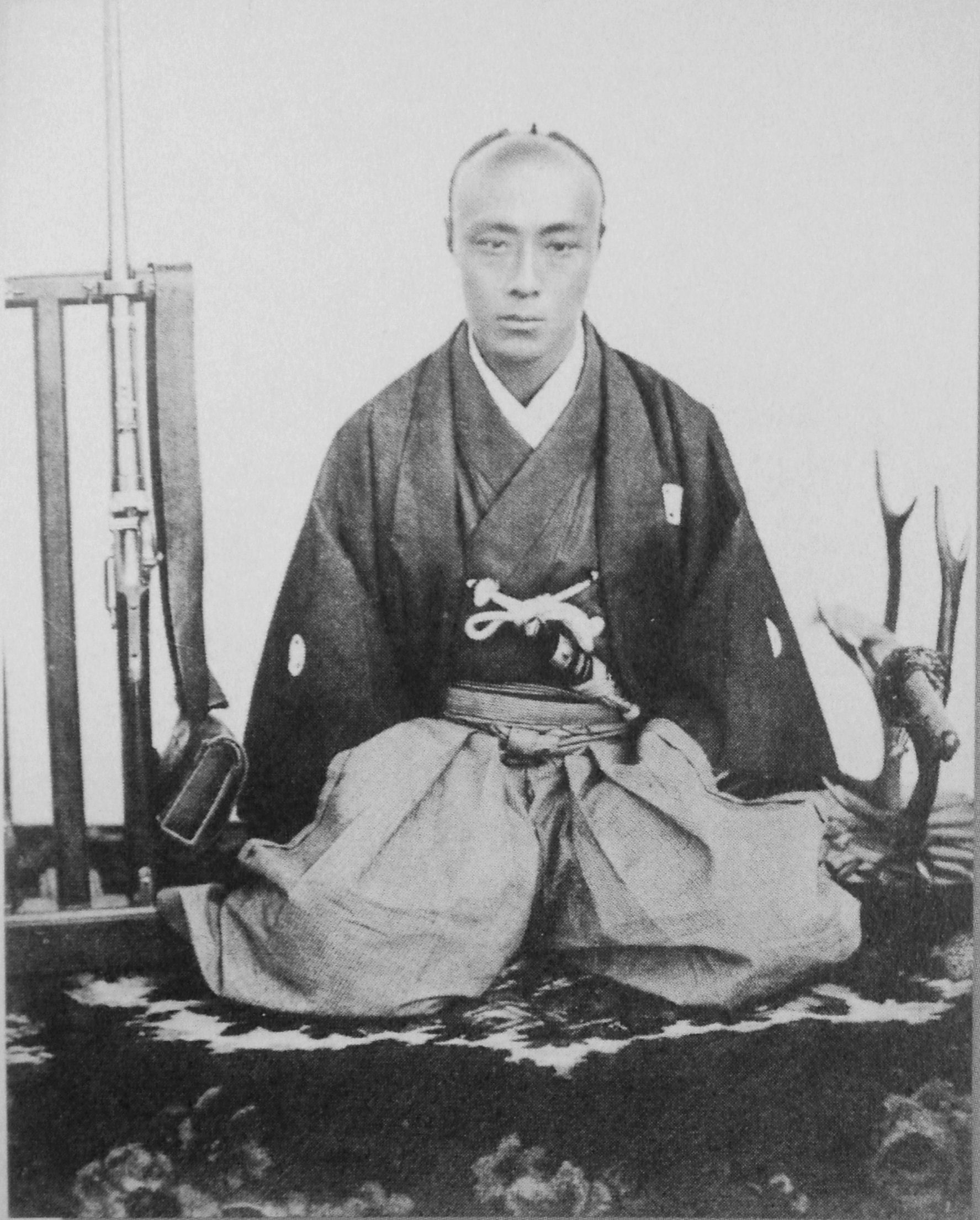
Le shogun Tokugawa Yoshinobu avec une épée et un fusil Sharp Model 1859

Apeurés par le renouvellement des forces du shogunat Tokugawa sous l'égide d'un dirigeant solide et avisé de Satsuma, les provinces de Chōshū et Tosa s'allièrent pour le contrer. Unis par la philosophie politique du Sonnō jōi (« Révère l'Empereur, repousse les barbares ») et la peur que le nouveau shogun continue d'usurper le pouvoir de l'Empereur, ils travaillèrent ensemble pour mettre un terme au shogunat, quoique leurs approches différassent grandement.
Tosa, en particulier, était plus modérée et proposait un compromis dans lequel Yoshinobu abdiquerait son titre à l'Empereur mais présiderait dans un nouveau conseil gouvernemental composé de divers daimyos. À cette fin, le daimyo de Tosa Yamauchi Toyonori, et son conseiller Gotō Shōjirō, présentèrent à Yoshinobu une requête d'abdication.

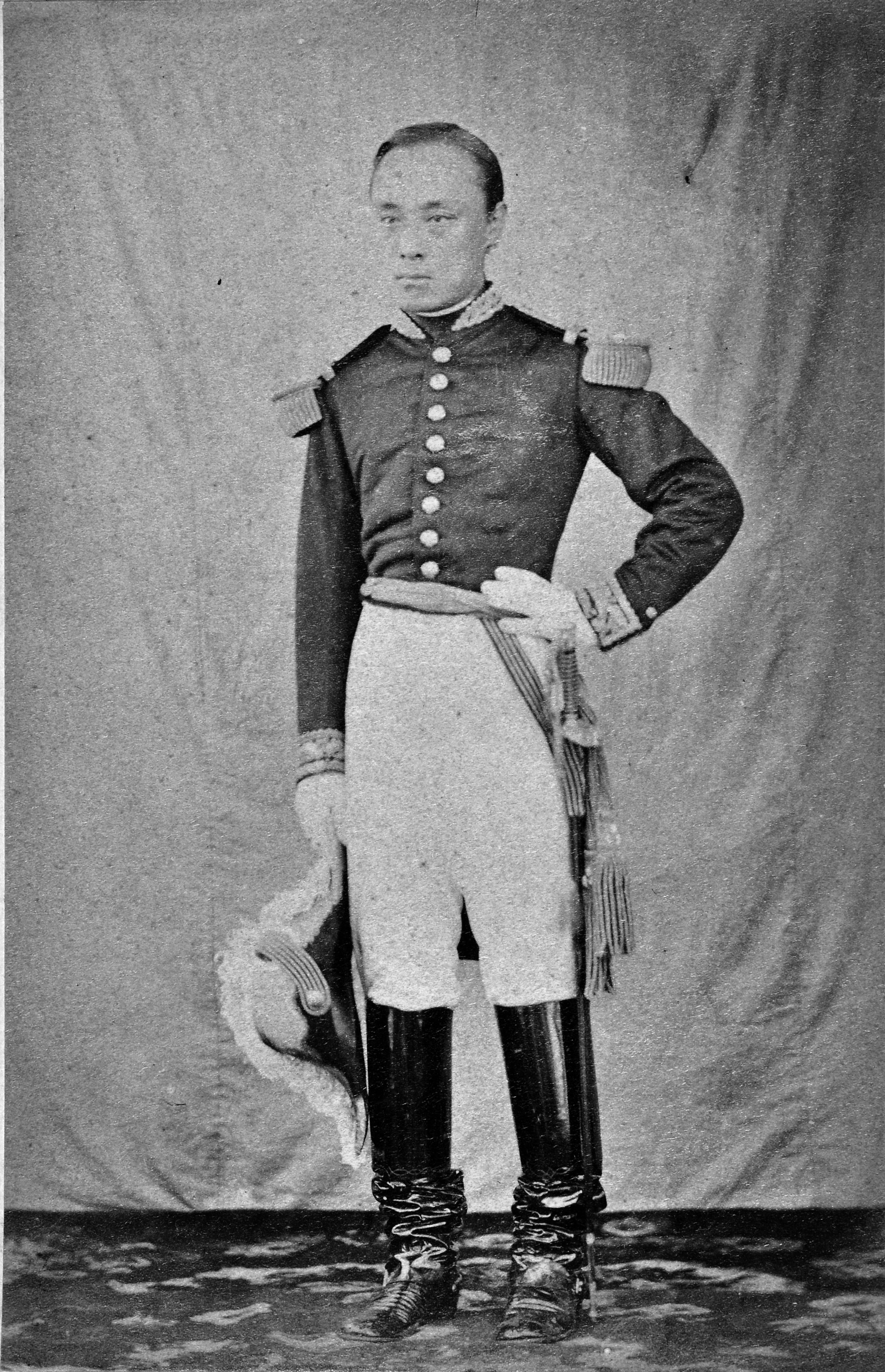
Tokugawa Yoshinobu en uniforme de militaire français (1867)

Yoshinobu abandonna ses fonctions de shogun fin 1867, rendant ainsi formellement le pouvoir gouvernemental à l'Empereur. Il quitta ensuite Kyoto pour Osaka. Toutefois, même si Satsuma et Chōshū soutenaient l'idée d'un conseil gouvernemental de daimyos, ils n'acceptaient pas que Yoshinobu le préside. Ils obtinrent un arrêté impérial autorisant l'usage de la force contre Yoshinobu (qui s'avéra plus tard être un faux document), puis installèrent un nombre considérable de troupes de Satsuma et Chōshū en plein Kyoto.
Une conférence eut ensuite lieu à la cour impériale où Yoshinobu fut démis de ses terres et de ses biens malgré le fait qu'il n'ait pris aucune initiative susceptible d'être considérée comme agressive ou criminelle. Mais aucune des personnes qui auraient pu s'opposer à cette décision ne fut convoquée à la conférence. Yoshinobu s'y opposa ; il écrivit même une lettre de protestation à l'attention de la cour impériale. Sur la suggestion des hommes du clan Aizu, de la ville de Kuwana et de diverses provinces, il mobilisa une énorme quantité de troupes pour transmettre son message de protestation à la cour sans que les forces de Satsuma et Chōshū postées à Kyoto l'en empêchent.
Quand les forces de Tokugawa arrivèrent aux abords de Kyoto, on leur refusa l'entrée et les troupes de Satsuma et Chōshū les attaquèrent, déclenchant la première confrontation de la guerre de Boshin, la bataille de Toba-Fushimi. Mais bien que les forces Tokugawa eussent nettement l'avantage du nombre, Yoshinobu abandonna son armée en pleine bataille quand il découvrit que les forces Satchō brandissaient la bannière impériale. Il se réfugia à Edo où il demanda à être mis en prison et rappela son abdication à la cour impériale. Toutefois, un accord de paix fut trouvé, stipulant que Tayasu Kamenosuke, le tout jeune chef de l'une des branches du clan Tokugawa, serait adopté et nommé chef de la famille Tokugawa. Le château d'Edo capitula devant les armées impériales et la ville échappa de justesse à une guerre ouverte.
Avec Kamenosuke (qui prit le nom de Tokugawa Iesato), Yoshinobu partit à Sunpu (駿府), là où le fondateur même du shogunat Tokugawa, Tokugawa Ieyasu, s'était lui-même retiré des siècles auparavant. Iesato fut nommé daimyo de la nouvelle province de Shizuoka mais perdit son titre quelques années plus tard avec l'abolition du système des provinces.
Nombre de membres de la famille Hatamoto déménagèrent aussi à Shizuoka, mais beaucoup d'entre eux ne trouvèrent pas de revenus suffisants pour vivre correctement. En conséquence, beaucoup d'entre eux en voulaient à Yoshinobu, au point pour certains de vouloir le tuer. Yoshinobu en était conscient, et la peur d'être assassiné le poussa même à revoir ses horaires de veille pour perturber un éventuel assassin.

## Fin de carrière

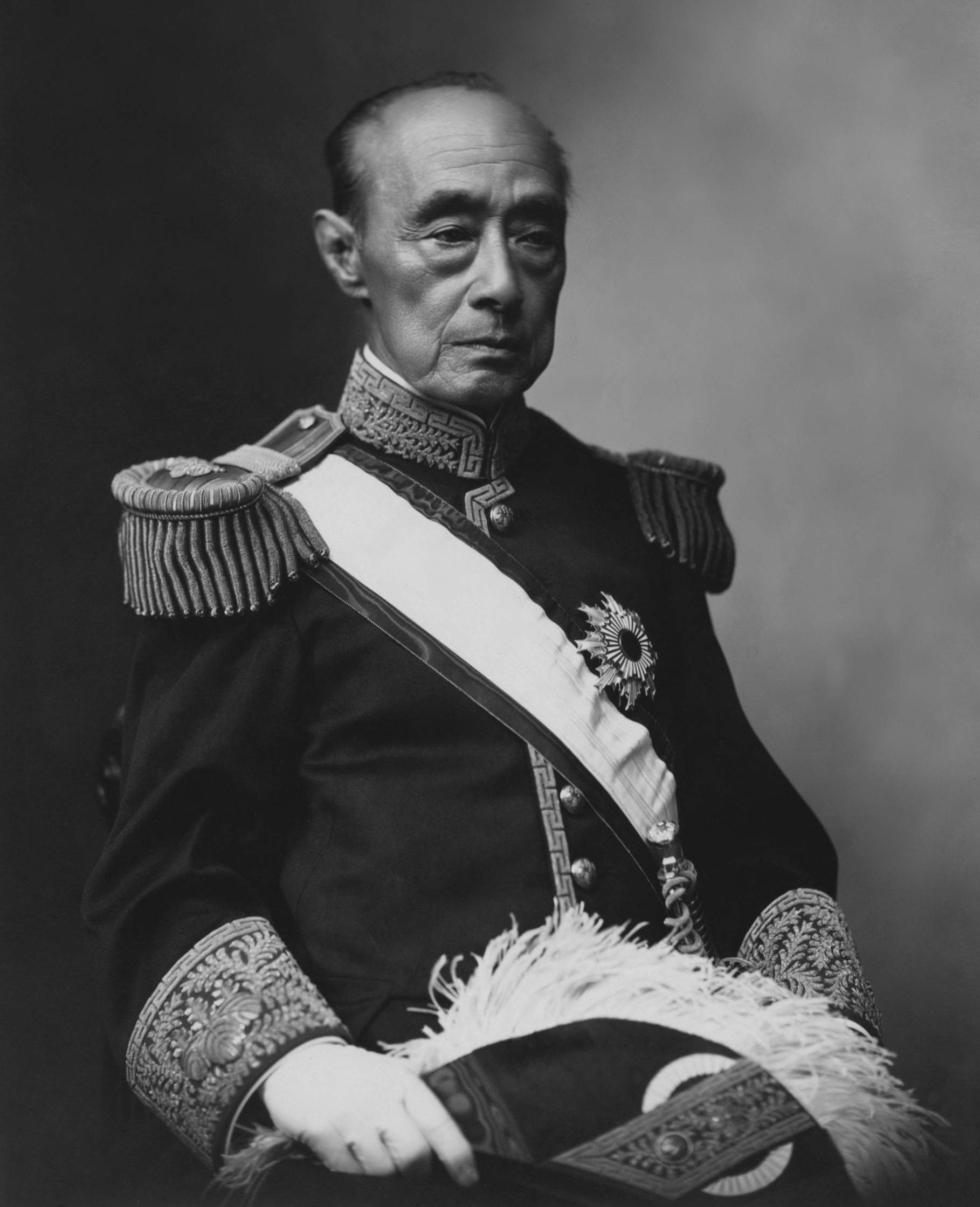
Tokugawa Yoshinobu à la fin de sa vie.

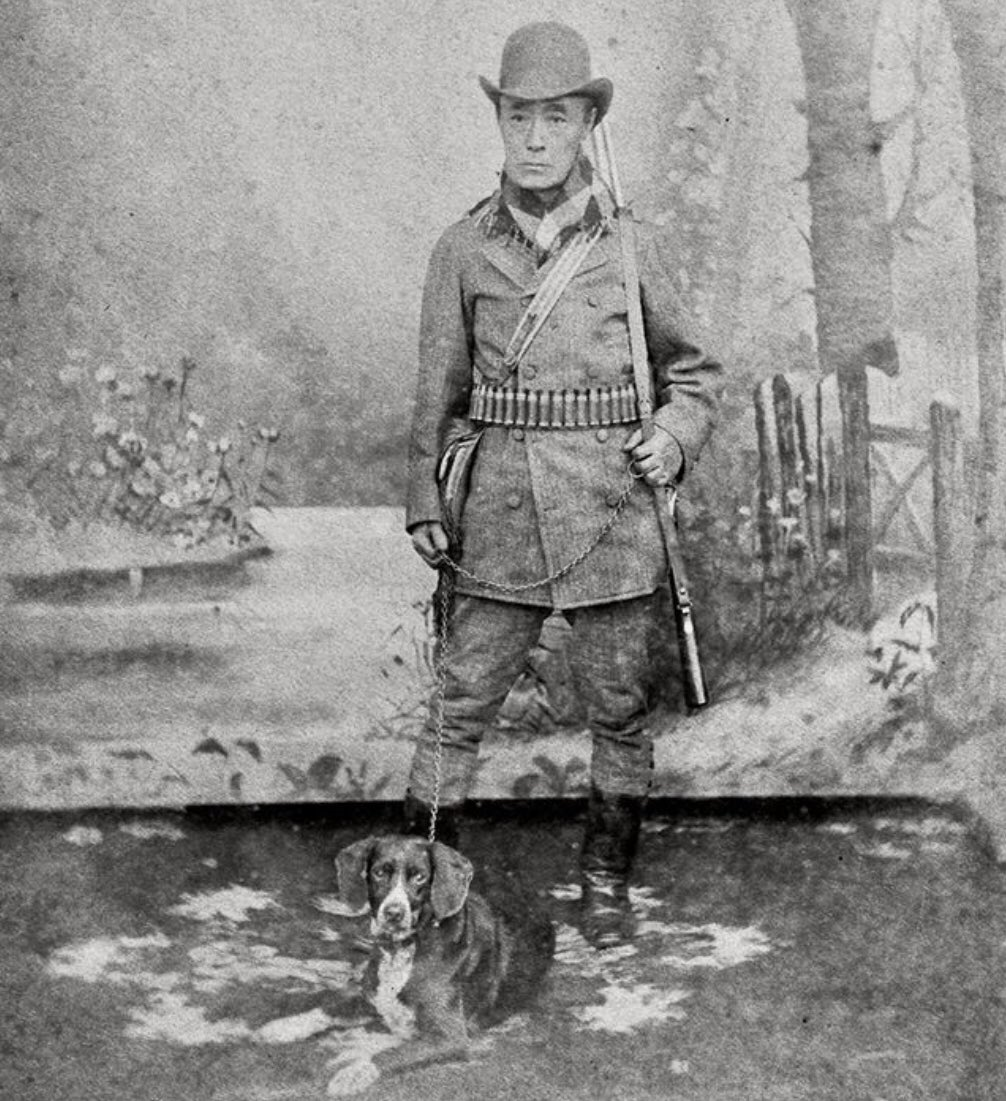
Tokugawa Yoshinobu à la chasse.

Vivant dans une retraite paisible, Yoshinobu avait de nombreux passe-temps comme la peinture à l'huile, le tir à l'arc, la chasse, la photographie et même le vélo. Son arrière-petit-fils, Yoshitomo Tokugawa, a récemment publié quelques photographies de Yoshinobu.
En 1902, l'Empereur Meiji l'autorisa à fonder sa propre branche des Tokugawa (nommée Bekke) qui aura le plus haut rang dans la noblesse, à savoir celui de prince (公爵, kōshaku) en raison du service qu'il aura rendu au Japon. Tokugawa Yoshinobu meurt le 21 novembre 1913 à 16 h 10, il sera enterré au cimetière Yanaka de Tokyo.
Sa neuvième fille, Tokugawa Tsuneko (1882-1939) épousera le 9 janvier 1896 le prince Hiroyasu Fushimi (un cousin d'Hirohito et de l'impératrice Kōjun, neveu du prince Kotohito Kan'in).
Son arrière-petit-fils, Tokugawa Yasuhisa, est président de la prestigieuse Kokusai Budo Renmei (International Martial Arts Federation).

## Décorations
- Ordre du Soleil Levant, Grand Cordon, 1908[35].

## Périodes de règne
Le règne de Yoshinobu en tant que shogun s'étend formellement sur 2 ères.
- Keiō, 1865-1868.
- Meiji, 1868-1912.